# Capteur

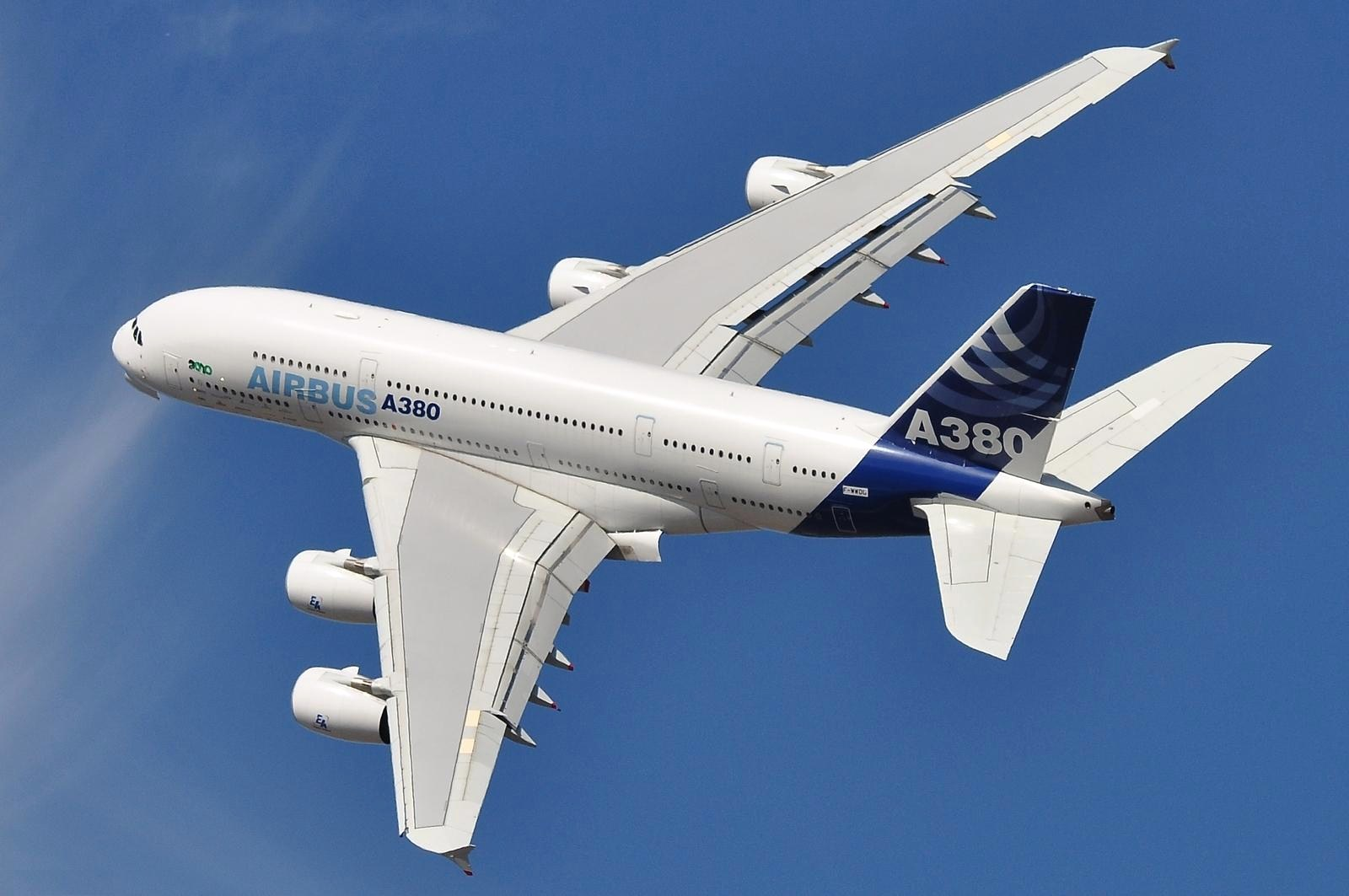
Le système informatique d'un avion de ligne gère en une fraction de seconde les données issues de nombreux capteurs (vitesse, direction, contrôle des réacteurs).

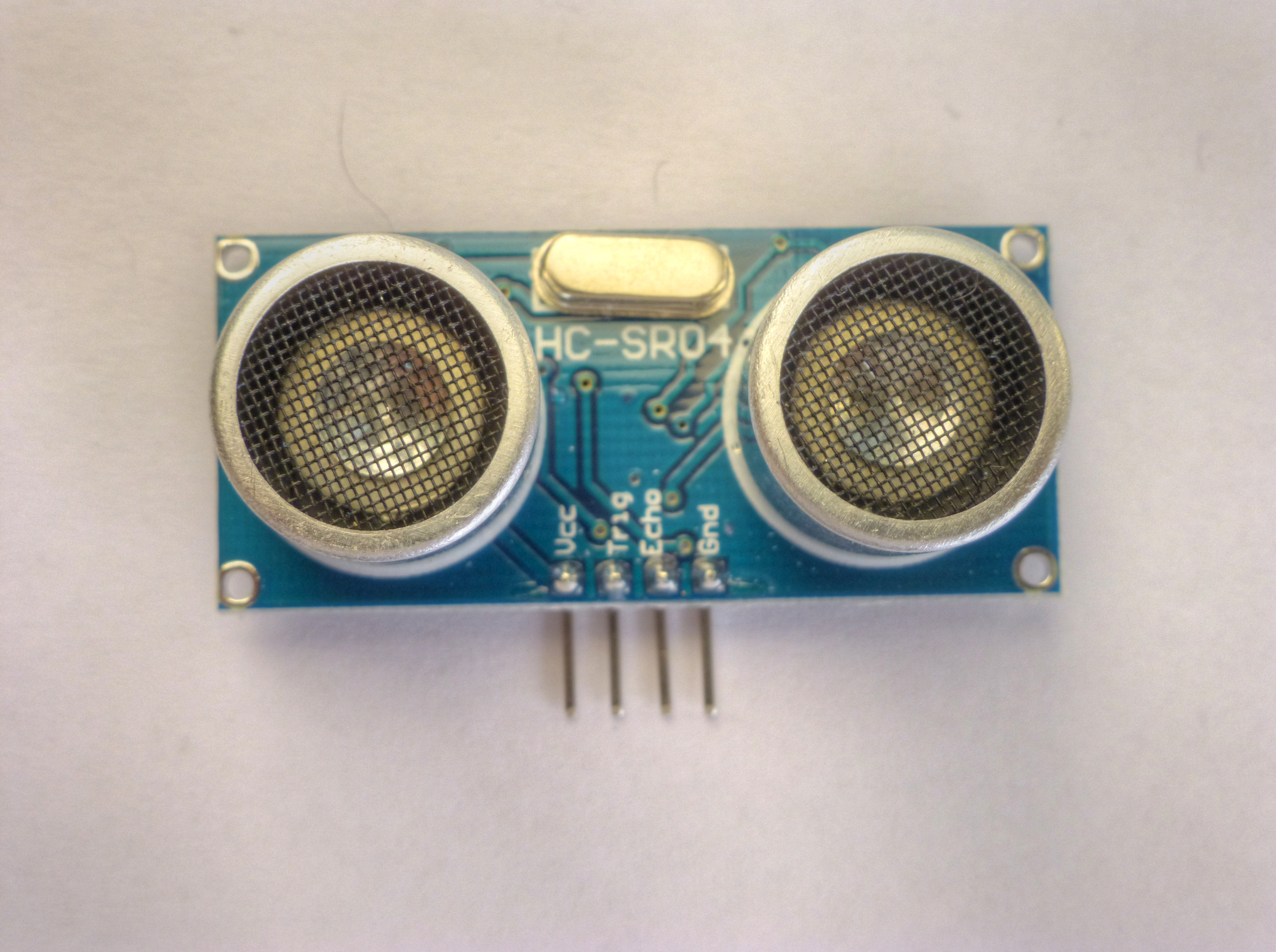
Capteur de distance à ultrason.

Un capteur est un dispositif permettant d'interpréter l'état d'une grandeur physique observée en une grandeur exploitable, telle qu'une tension électrique, une hauteur de mercure, un courant électrique ou la déviation d'une aiguille.
Le capteur se distingue de l'instrument de mesure par le fait qu'il ne s'agit que d'une interface entre un processus physique et une information manipulable. Par opposition, l'instrument de mesure est un appareil se suffisant à lui-même, disposant d'un affichage ou d'un système de stockage des données. Le capteur, lui, en est dépourvu.
De même, un capteur est distinct d'un transducteur : il est au minimum constitué d'un transducteur.
Les capteurs sont les éléments de base des systèmes d'acquisition de données. Leur mise en œuvre est du domaine de l'instrumentation.

## Classification

### Apports énergétiques

#### Capteurs passifs
Dans la plupart des cas, les capteurs passifs ont besoin d'apport d'énergie extérieure pour fonctionner (thermistance, photorésistance, potentiomètre, jauge d'extensométrie appelée aussi jauge de contrainte, etc.). Ce sont des capteurs modélisables par une impédance. Une variation du phénomène physique étudié (mesuré) engendre une variation de l'impédance. Il faut leur appliquer une tension pour obtenir un signal de sortie.

#### Capteurs actifs
On parle de capteur actif lorsque le phénomène physique qui est utilisé pour la détermination du mesurande effectue directement la transformation en grandeur électrique. C'est la loi physique elle-même qui relie mesure et grandeur électrique de sortie.
Un capteur actif fonctionne assez souvent en électromoteur et dans ce cas, la grandeur de sortie est une différence de potentiel.
Le nombre des lois physiques permettant une telle transformation est limité, on peut donc recenser facilement les capteurs actifs (dont le nombre est fini). Toutefois, les domaines d'application sont, eux, très étendus.

### Type de sortie
Les capteurs et leurs conditionneurs peuvent aussi faire l'objet d'une classification par type de sortie.

#### Capteurs analogiques
La sortie des capteurs analogiques est une grandeur électrique dont la valeur est une fonction de la grandeur physique mesurée par le capteur. La sortie peut prendre une infinité de valeurs continues. Le signal des capteurs analogiques peut être du type :
- sortie tension ;
- sortie courant ;
- règle graduée, cadran, jauge (avec une aiguille ou un fluide) ;
- etc.

Quelques capteurs analogiques typiques :
- capteur à jauge de contrainte ;
- LVDT ;
- thermocouple.

#### Capteurs numériques
La sortie des capteurs numériques est une séquence d'états logiques qui, en se suivant, forment un nombre. La sortie peut prendre un grand nombre de valeurs discrètes. Le signal des capteurs numériques peut être du type :
- train d'impulsions, avec un nombre précis d'impulsions ou avec une fréquence précise ;
- code numérique binaire ;
- bus de terrain ;
- etc.

Quelques capteurs numériques typiques :
- codeur rotatif incrémental ;
- codeurs référentiels AA34.

#### Capteurs logiques
La sortie des capteurs logiques ou capteurs TOR est un état logique que l'on note 1 ou 0. La sortie peut prendre ces deux valeurs. Il y a notamment 4 types de capteurs logiques :
- courant présent/absent dans un circuit ;
- potentiel, souvent 5 V/0 V ;
- DEL allumée/éteinte ;
- signal pneumatique (pression normale/forte pression) ;
- etc.

Quelques capteurs logiques typiques :
- capteurs de fin de course ;
- capteurs de rupture d'un faisceau lumineux ;
- divers capteurs de position.

### Type de détection
La détection peut être avec contact (le capteur doit entrer en contact physique avec un phénomène pour le détecter) ou sans contact (le capteur détecte le phénomène à proximité de celui-ci).

## Caractéristiques
Un capteur est caractérisé selon plusieurs critères dont les plus courants sont :
- la grandeur physique observée ;
- son étendue de mesure (gamme de mesure) ;
- sa résolution ;
- sa sensibilité ;
- sa précision ;
- sa reproductibilité ;
- sa linéarité ;
- sa rapidité (temps de réponse) ;
- sa bande passante ;
- son hystérésis ;
- sa gamme de température d'utilisation.

Pour utiliser un capteur dans les meilleures conditions, il est souvent utile de pratiquer un étalonnage et de connaître les incertitudes de mesure relatives à celui-ci.

## Capteurs proprioceptifs et extéroceptifs
En robotique mobile, il est important de distinguer entre des capteurs proprioceptifs, qui effectuent leurs mesures par rapport à ce qu'ils perçoivent localement du déplacement du robot, ou extéroceptifs, qui se basent sur des mesures prises par rapport à son environnement global (repère absolu). Par exemple, des capteurs mesurant les déplacements angulaires des roues d'un robot pourront permettre de reconstituer sa trajectoire à condition que les roues ne glissent pas (dérapage, patinage). Ce sont des capteurs proprioceptifs. Par contre, le repérage par une tourelle laser de balises optiques fixées dans l'environnement de déplacement du robot permet une mesure absolue. On parle alors d'un capteur extéroceptif.

## Capteurs intelligents
Les dernières années du XXe siècle ont vu apparaître le concept de capteurs intelligents.
En plus de leur faculté de mesurer une grandeur physique, ils possèdent d'autres fonctionnalités dont voici une liste non exhaustive :
- fonctions configurables de traitement du signal (filtre, gains, etc.) ;
- fonctions d'auto-test et d'auto-contrôle ;
- étalonnage automatique ;
- sortie sur des bus de terrain.

## Principes physiques courants exploités par les capteurs
- Variation de capacité.
- Variation d'inductance.
- Variation de résistance.
- Effet Hall.
- Induction.
- Effet Faraday.
- Effet photoélectrique.
- Dilatation, déformation.
- Piézo-électricité.
- Effet Doppler.
- Principe de la corde vibrante.
- Effet thermoélectrique ou effet Seebeck.

## Recensement des capteurs par grandeur physique mesurée

### Angle
La traduction directement numérique de l'angle d'un axe tournant est un atout majeur dans les systèmes qui travaillent avec des signaux numérisés. Elle permet un gain de temps (car pas de conditionnement du signal analogique et économie d'une conversion analogique en numérique) et surtout de précision.
Le codeur rotatif est un capteur de position angulaire lié mécaniquement à l'axe de rotation du système sur lequel on travaille.
Principe de fonctionnement : 
- entraînement d'un disque qui comporte une succession de parties opaques et de fenêtres transparentes.

Ces parties déterminent les deux niveaux logiques, la lumière émise par des diodes électroluminescentes ou des diodes laser est focalisée au travers de chaque piste sur un phototransistor lui faisant face.
- L'interface électronique, incluse dans le codeur, traite le signal reçu par le phototransistor et le convertit en signal rectangulaire (= signal de sortie du codeur).

Il existe deux types principaux de codeurs de position rotatifs :
- les codeurs incrémentaux relatifs ;
- les codeurs absolus.

### Contrainte
- corde vibrante
- piézo-électrique
- jauge de contrainte (jauge de déformation)
- plot magnétique

### Courant
- capteur de courant à effet Hall
- shunt
- fluxgate
- capteur de courant à effet Néel

### Champ magnétique
Le capteur de champ magnétique (ou capteur magnétique) est l'élément de base (élément sensible) du magnétomètre. Il en existe de nombreuses sortes :
- capteur magnétique à effet Hall ;
- capteur magnétique utilisant l'effet Faraday ;
- fluxgate ;
- fluxmètre ;
- magnétorésistance :
  - magnétorésistance anisotrope (ou AMR),
  - magnétorésistance géante (ou GMR),
  - magnétorésistance à effet tunnel (ou TMR) ;
- magnétoimpédance géante (ou GMI).

### Débit
- débitmètre à turbine
- débitmètre à roues ovales
- plaque à orifice
- tube de Pitot
- débitmètre à effet vortex
- débitmètre électromagnétique
- débitmètre à Venturi
- débitmètre à ultrasons
- débitmètre ionique
- débitmètre massique

### Déplacement
Voir Capteur de déplacement.

### Distance
- inductif
  - variation de reluctance
  - courants de Foucault
- capacitif
- optique
  - capteur sans arrière-plan
  - confocal chromatique
  - triangulation
  - réflexion
  - lidar
  - stéréovision
- ultrason
- micro-onde

### Force
Voir Capteur de force.

### Gaz
Voir Capteur de gaz.

### Inertiels
- accéléromètre
- inclinomètre
- gyromètre
- gyroscope

### Lumière
- photodiode ou phototransistor
- capteur photographique
- cellule photoélectrique

### Niveau
- à pression différentielle
- à sonde capacitive
- à tube de torsion
- à flotteur (par exemple poire de niveau)
- à rayon gamma
- à ultrasons
- par radar

### Position
- souris (informatique)
- capteur de proximité
- codeur
- détecteur de mouvement
- LVDT et RVDT
- corde vibrante
- interrupteur de position
- butée machine

### Pression
Voir Sonde de pression.
- tube de Bourdon
- capsule anéroïde
- piézo-électrique
- corde vibrante
- baromètre
- hypsomètre

### Son
- microphone
- micro pour instruments
- micro magnétique pour guitare électrique
- hydrophone

### Température
- thermomètre
- thermomètre à résistance de platine, généralement utilisé jusqu'à 400 °C[1] : sonde Pt 100…

Leurs caractéristiques sont indiquées par la norme NF EN 60751.
- thermocouple, appelé aussi couple thermoélectrique, généralement utilisé au-delà de 400 °C. Les types suivants sont les plus couramment utilisés[1] :
  - T : cuivre / cuivre-nickel ;
  - J : fer / cuivre-nickel ;
  - K : nickel-chrome / nickel-aluminium ;
  - N : Nicrosil (alliage nickel + chrome (14 %) + silicium (1,5 %)) / Nisil (alliage nickel + silicium (4,5 %) + magnésium (0,1 %)).

Leurs caractéristiques sont indiquées par les normes NF EN 60584-1 et NF EN 61515.
- thermomètre ou pyromètre infrarouge
- thermistance

### Capteurs sur les végétaux

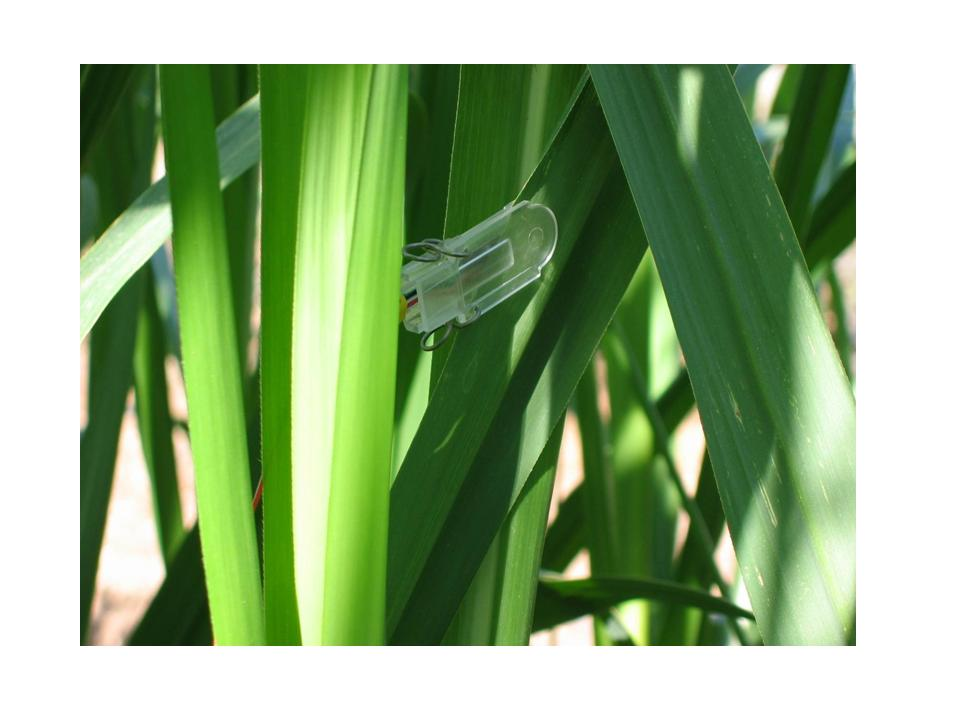
Un capteur sur une feuille d'un plan de canne à sucre.

## Exemples d'utilisation

### Capteurs de niveau à bord des bateaux
Lors des opérations de transfert, chargement, déchargements ou pour le stockage dans les citernes, ballasts ou cales d'un navire, il est important de connaître l'état de leurs remplissage. Cette information peut être communiquée soit de manière continue, soit par la détection de seuils (niveaux : bas, haut, très haut).

#### Mesure continue
Un capteur de niveau est placé sur le réservoir dont on veut connaître le remplissage. Il délivre un signal dont l'amplitude ou la fréquence est directement fonction du niveau du réservoir. On peut donc connaître à tout moment le niveau de remplissage du réservoir ou le volume encore disponible.

#### Détection de seuils
Plusieurs capteurs sont placés sur le réservoir à mesurer. Ces capteurs délivrent une information binaire indiquant si le niveau est atteint ou non. Cette détection peut être utilisée pour l'arrêt ou le démarrage d'une pompe. Un niveau haut évite un débordement du réservoir et un niveau bas assure une réserve minimale.
On utilise différents types de capteurs en fonction de la nature du produit. On utilise les propriétés physiques et chimiques, viscosité, si on veut une mesure par seuil ou continue.

#### Méthode hydrostatique
Le capteur donne une information en continu directement en fonction de la hauteur du fluide dans le réservoir.

#### Méthode électrique
On utilise les propriétés de conductivité du fluide. Il faut faire attention à la corrosion et à la polarisation des sondes car elles sont parcourues par un courant électrique. Cette méthode peut parfois être utilisée pour des solides.